# Cisco Systems
Cisco Systems, Inc. – amerykańskie przedsiębiorstwo informatyczne, największe w branży sieciowej na świecie. Firma ma siedzibę w San Jose, w stanie Kalifornia – w sercu Doliny Krzemowej.

## Działalność
Początkowo Cisco zajmowało się jedynie produkcją urządzeń przeznaczonych do trasowania, jednak obecnie oferta obejmuje także zapory sieciowe, przełączniki, koncentratory, oprogramowanie wspomagające zarządzanie sieciami komputerowymi oraz wiele innych produktów i usług związanych z teleinformatyką.
Obecnie przedsiębiorstwo produkuje, sprzedaje i wspiera rozwiązania z zakresu sprzętu sieciowego, telekomunikacyjnego, wideo, współpracy grupowej, centr przetwarzania danych i bezpieczeństwa sieciowego by wymienić najważniejsze. Dzięki wielu akwizycjom, takim jak OpenDNS (obecnie Umbrella), Meraki, WebEx, Jasper – Cisco specjalizuje się głęboko w konkretnych segmentach rynku – takich jak na przykład Internetu rzeczy (IoT) czy bezpieczeństwie z chmury.
Przedsiębiorstwo zostało założone w 1984 roku przez małżonków Leonarda Bosacka i Sandrę Lerner pracujących ówcześnie na Uniwersytecie Stanford. Nazwa Cisco pochodzi od pobliskiego uniwersytetowi miasta San Francisco. Natomiast logo firmy symbolizuje most Golden Gate.
W 1990 r. Bosack i Lerner odeszli z przedsiębiorstwa, pobierając odprawę w wysokości 170 milionów dolarów. Obecnie Cisco Systems posiada oddziały w 75 państwach oraz sieć partnerską obejmującą 115 krajów świata. Polskie oddziały przedsiębiorstwa zlokalizowane są w Warszawie oraz Krakowie.
Cisco przejęło wiele przedsiębiorstw na rynku, włączając ich produkty do swojego portfolio.
W 2003 r. Cisco przejął przedsiębiorstwo Linksys – producenta urządzeń sieciowych. Transakcję wyceniano na sumę 500 milionów dolarów amerykańskich.
Kolejną akwizycją było przejęcie Scientific Atlanta w 2005 – dzięki tej akwizycji Cisco stało się obecne na rynku producentów stacji czołowych i urządzeń Set-Top-Box.

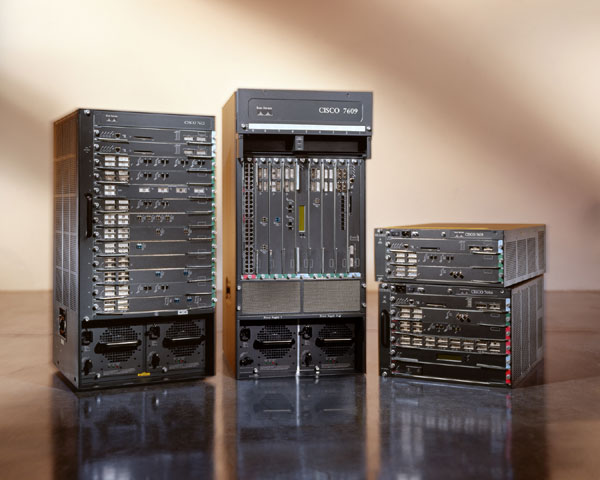
Seria routerów Cisco

Na rynku sieciowym działa dzisiaj wielu konkurentów. Część z nich została oskarżona przez Cisco o praktyki nieuczciwej konkurencji – w tym kopiowanie firmowych rozwiązań, protokołów i szpiegostwo przemysłowe. Tak stało się w przypadku firm Huawei oraz Arista. Jeden z procesów z Huawei zakończył się ugodą, w wyniku której firma ta musiała zmienić interfejs, systemy pomocy, dokumentacje i część kodu źródłowego systemu operacyjnego elementów sieciowych, które były kopią rozwiązań dostarczanych przez amerykańskiego konkurenta.
Firma Cisco prowadzi również ogólnoświatową Cisco Networking Academy. Inicjatywa, obecna na uczelniach – w tym w Polsce, dostarcza specjalizowanych szkoleń informatycznych w zakresie sieci komputerowych (różnorodne ścieżki tematyczne). Podstawowym poziomem Cisco jest CCENT (Cisco Certified Entry Networking Technician), kursem średnio zaawansowanym jest CCNA (Cisco Certified Network Associate), kursem zaawansowanym jest CCNP (Cisco Certified Network Professional), a eksperckim – CCIE (Cisco Certified Internetwork Expert). Istnieją także kursy pośrednie dotyczące bezpieczeństwa, sieci bezprzewodowych, IoT oraz innych zagadnień teleinformatycznych. Wszystkie kursy realizują teoretyczną (nauka przez internet) sferę poruszanych zagadnień oraz praktyczną (podczas laboratoriów w jednostce, gdzie takie kursy są dostępne). Zakończenie kursów objęte jest egzaminem końcowym oraz wydaniem certyfikatów ukończenia każdej części kursu oraz certyfikatem kursu jako całości – po pozytywnym zaliczeniu kursu końcowego.
Szefem przedsiębiorstwa (CEO) jest Chuck Robbins.

## Cisco i idea open source
Firma opublikowała na licencji BSD implementację formatu H.264, nie oczekując pokrycia swoich kosztów licencji dla MPEG-LA.
Firma opublikowała pełne implementacje protokołu LISP.